# Nanobalcis
Genre
Nanobalcis est un genre de mollusques gastéropodes de la famille Eulimidae. Les espèces rangées dans ce genre sont marines et parasitent des échinodermes ; l'espèce type est Nanobalcis nana.

## Distribution
Les espèces sont présentes en mer des Caraïbes et dans l'océan Atlantique Sud, sur les côtes vénézuéliennes.

## Liste d'espèces
Selon World Register of Marine Species (26 août 2017) :
- Nanobalcis cherbonnieri Warén, 1990
- Nanobalcis nana (Monterosato, 1878)
- Nanobalcis worsfoldi Warén, 1990